# Пауэр, Эрнст
Эрнст Пауэр (нем. Ernst Pauer; 21 декабря 1826, Вена — 5 мая 1905, Югенхайм) — немецкий пианист австрийского происхождения. Отец Макса фон Пауэра.

## Биография
Сын лютеранского религиозного деятеля Эрнста Пауэра. По матери происходил из семейства известных клавирных мастеров Штайн-Штрайхер, племянник Андреаса Штрайхера. В 1839—1844 гг. учился музыке в Вене у Симона Зехтера (композиция) и Франца Ксавера Моцарта (фортепиано), затем в 1845—1847 гг. совершенствовался в Мюнхене под руководством Франца Лахнера.
C 1847 г. работал в Майнце, возглавив по рекомендации Лахнера местный лидертафель. В майнцский период написал и поставил оперы «Дон Риего» (1849) и «Красная маска» (нем. Die rothe Maske; 1850), выступал с хоровыми сочинениями и театральной музыкой.
С 1851 г. на многие годы обосновался в Англии. С успехом концертировал в Лондоне, представляя обширные обзорные программы по истории клавирной музыки. Преподавал фортепиано в Национальной школе обучения музыке, затем в Королевском колледже музыки. В 1896 г. вышел в отставку и уехал в Германию.
Составил ряд сборников старинной клавирной музыки, редактировал издания «Хорошо темперированного клавира», полных собраний клавирной музыки Йозефа Гайдна, Карла Марии фон Вебера и Людвига ван Бетховена.